# Robert H. Park
Robert H. Park (Estrasburgo, 15 de março de 1902 – Freeport, Illinois, 18 de fevereiro de 1994) foi um engenheiro eletricista estadunidense.
É autor da transformação de Park, que formulou a primeira vez em 1928, aplicável para sistemas trifásicos.
Foi eleito membro da Academia Nacional de Engenharia dos Estados Unidos em 1986.